# Општина Флорешти (Клуж)
Флорешти (рум. Floreşti) општина је у Румунији у округу Клуж.
Oпштина се налази на надморској висини од 372 m.